# S/2015 (136472) 1
S/2015 (136472) 1 ist ein Mond des transneptunischen Zwergplaneten (Plutoiden) Makemake, welcher bahndynamisch als Cubewano eingestuft ist.

## Entdeckung und Benennung

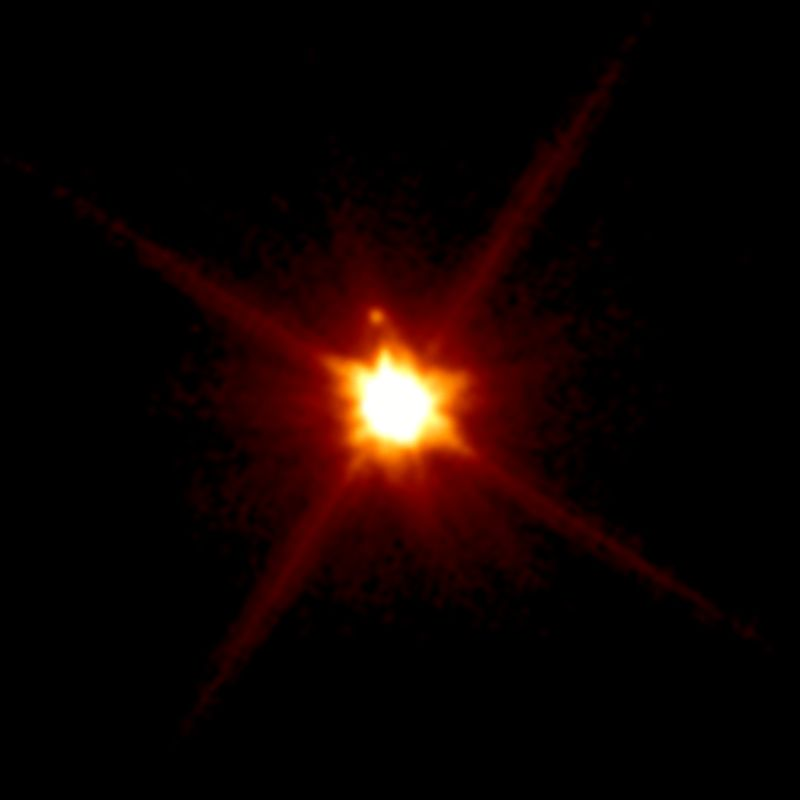
Makemake (Mitte) und sein Mond (oben) am 27. April 2015 von Hubble aufgenommen

S/2015 (136472) 1 wurde am 27. April 2015 von Alex H. Parker, Marc W. Buie (Lowell-Observatorium, Flagstaff, Arizona, USA), Will M. Grundy und Keith S. Noll auf Aufnahmen von Makemake mit der Hubble-Weltraumteleskop Wide Field Camera 3 des Hubble-Weltraumteleskops, die im April 2015 durchgeführt wurden, entdeckt. Durch die Aufnahmen ließen sich beide Komponenten des Systems als klar getrennt erkennen. Die Entdeckung wurde fast exakt ein Jahr darauf am 25. April 2016 bekanntgegeben, der Mond erhielt die vorläufige Bezeichnung S/2015 (136472) 1 und den Spitznamen MK 2.

## Bahneigenschaften
S/2015 (136472) 1 wurde auf einer Bahn in 20900 km Abstand zu Makemakes Zentrum (rund 15 Makemake-Radien) gefunden und umrundet den Zwergplaneten innerhalb von mindestens 12,4 Tagen, was etwa 38,3 Eigendrehungen von Makemake entspricht. Diese Umlaufzeit von mindestens 12 Tagen bedingt jedoch eine kreisförmige Umlaufbahn, andernfalls könnte sie weitaus höher sein.
Die Umlaufbahn des Mondes scheint stark gegen die Ekliptik sowie auch gegen die Bahnebene von Makemake geneigt zu sein.
Eine doppelt gebundene Rotation ist aufgrund der weiten Umlaufbahn des Mondes auszuschließen.

## Physikalische Eigenschaften
Der Durchmesser von S/2015 (136472) 1 wird auf rund 160 – 175 km geschätzt, ausgehend von einer geschätzten Albedo von 4 %. Die Entdeckung des Mondes scheint keinen nennenswerten Einfluss auf die Größenbestimmung des Zwergplaneten zu haben, welcher nach aktuellen Schätzungen nach wie vor eine Größe von 1430 km aufweist. Somit dürfte S/2015 (136472) 1 etwa 12 % des Durchmessers von Makemake aufweisen. Die Beobachtungen reichen noch nicht aus, um eine Massebestimmung der beiden Körper durchzuführen.
Der Mond war zuvor der Entdeckung entgangen, da die Oberfläche des Zwergplaneten aufgrund der vermuteten Oberfläche aus gefrorenem Methan ausgesprochen hell ist und S/2015 (136472) 1 daher überstrahlt hat. Die Oberfläche des Mondes wird dagegen als dunkel wie Kohle beschrieben und ist daher etwa 1300-mal lichtschwächer als der Zwergplanet. Nach Schätzungen des Astronomenteams des Southwest Research Institute, des Lowell-Observatoriums und dem Goddard Space Flight Center gibt es dafür zwei mögliche Erklärungen: Einerseits wird angeführt, dass S/2015 (136472) 1 durch eine Kollision von Makemake mit einem anderen Kuipergürtel-Objekt entstanden sein könnte und demnach aus einem ähnlichen Material zusammengesetzt sein müsste – ähnlich wie der Erdmond – doch dass die Gravitation des Mondes zu klein sein könnte, um reflektives Eis halten zu können, so dass dieses in den Raum sublimierte und die heutige extrem dunkle Oberfläche zurückließ. Andererseits wäre es natürlich auch möglich, dass der Mond einen ganz anderen Ursprungsort im Kuipergürtel hatte und von Makemake eingefangen wurde.

## Erforschung
Nach der Entdeckung von Makemake ließ sich zunächst kein Mond ausmachen. Schließlich entdeckte man S/2015 (136472) 1 auf Fotos des Hubble-Weltraumteleskops vom April 2015. Zur Bestimmung genauerer Bahndaten, insbesondere die Bestimmung der Form der Bahn, und des physikalischen Aufbaus sind weitere Hubble-Beobachtungen notwendig.